# Helluodes devagiriensis
Helluodes devagiriensis is een keversoort uit de familie van de loopkevers (Carabidae). De wetenschappelijke naam van de soort is voor het eerst geldig gepubliceerd in 2008 door Sabu, Abhitha & Zhao.